# Robert III de Vitré
Pour les articles homonymes, voir Robert III et Robert de Vitré.
Robert III, dit le Jeune († 11 septembre 1173), est baron de Vitré d'environ 1155 à sa mort. Puissant seigneur, il devient l'un des principaux points d'appui en Bretagne du roi Henri II Plantagenêt, qui contribue à renforcer considérablement son pouvoir. Robert étend ainsi largement son honor, son fief, et soumet nombre de seigneurs locaux, lui permettant de voir son assise territoriale s'étaler du nord au sud de Javené jusqu'à Fercé, c'est-à-dire des portes de Fougères jusqu'à celles de Châteaubriant. 

## Biographie

### Une accession au pouvoir fantasmée

Armes de Robert III de Vitré.

Selon Pierre Le Baud, Robert le Jeune, fils de Robert le Vieux et d'Emme de La Guerche, se serait révolté contre son père en 1154, afin de récupérer précocement le fief de Vitré. Il se serait ainsi emparé du Bourg-aux-Moines, quartier faisant face au château de Vitré, et l'aurait assiégé, avant de s'emparer, victorieux, de toute la ville. Exilé, Robert II serait mort peu après à l'abbaye de Marmoutier. Cette version est quelque peu modifiée par Louis Du Bois, qui, lui, considère que c'est plutôt André Ier de Vitré qui aurait ainsi été chassé de Vitré par son fils Robert le Vieux. Cependant, aucun de ces éléments n'est aujourd'hui relevé par l'historiographie moderne. En 1155, un Robert de Vitré est en effet présenté dans l'entourage d'Eudon II de Porhoët, ce qui correspond soit à la dernière apparition de Robert II dans les sources, soit à la première de Robert III.

### La montée en puissance à l'aide des Plantagenêts

#### Un rapprochement décisif avecHenriIIPlantagenêt
Robert III est un proche allié d'Henri II Plantagenêt. Les liens unissant la famille de Vitré à la couronne anglo-normande ne sont néanmoins pas récents, puisqu'ils remontent à l'union d'André Ier de Vitré à Agnès, fille de Robert de Mortain et nièce de Guillaume le Conquérant. Ce ralliement à la cause anglo-normande est encore renforcé lorsque, au plus tard en 1161,  Robert le Jeune reçoit du roi des biens en Normandie, notamment le manoir de Ryes. Dès lors, le seigneur vitréen, au même titre que son fils après lui, se retrouve régulièrement dans l'entourage du monarque plantagenêt. Ce dernier le soutient à plusieurs occasions dans les conflits qui l'opposent à diverses personnalités locales, à l'image de Robert de Sérigné probable fils de Goranton III issu d'une lignée vitréenne rivale. De même, Robert III apparaît comme fidèle de Conan IV, souverain de Bretagne également soutenu par Henri II face aux prétentions d'Hoël III et d'Eudon II de Porhoët. Robert est alors une figure essentielle du système d'alliances que cherche à forger un roi anglais à l'influence grandissante sur le duché,.

#### Une rapide expansion territoriale
Les liens qui unissent Henri II à Robert contribuent grandement à l'essor spectaculaire que connaît la baronnie de Vitré dans la seconde moitié du XIIe siècle. De toutes les seigneuries du Rennais, c'est celle-ci qui est marquée par l'évolution la plus importante puisqu'elle fait plus que doubler sa superficie avec une trentaine de mottes supplémentaires qui lui sont inféodées. D'abord, avec le soutien du roi anglais donc, Robert le Jeune parvient à chasser pleinement les Goranton-Hervé de Vitré, lignée concurrente de celle dite des Robert-André, entre 1156 et 1161. Goranton III et Hervé III avaient notamment profité de l'évincement d'un Robert le Vieux en conflit avec Conan III de Bretagne dans les années 1130 et 1140 pour s'imposer pleinement à Vitré, jusqu'à, donc, l'intervention du monarque plantagenêt. Désormais seul seigneur, Robert III doit encore néanmoins faire face à la menace que continue à représenter cette famille pour lui, cette fois-ci en la personne de Robert de Sérigné. Se développe ainsi, aux marges de la baronnie de Vitré, le bourg de Sérigné, à proximité de Liffré, où sont construits un château puis, aux alentours de 1200, un cimetière et une église paroissiale. Deux autres mottes castrales dépendent encore du seigneur de ce fief. Pourtant, encore avec l'appui d'Henri II qui réunit les partis pour signer un traité à Valognes, Robert III de Vitré parvient rapidement à s'emparer de Sérigné et à assujettir son seigneur et les vassaux qui dépendaient de lui. Surtout, Robert de Sérigné lui remet ses droits sur le château et la châtellenie de Vitré, faisant perdre aux Goranton-Hervé la moitié de leurs fiscs et signant la victoire définitive des Robert-André sur cette famille.
Si l'on considère également les dons faits par Conan IV de Bretagne au seigneur vitréen, qui obtient en fief Livré et Izé entre 1156 et 1166, Robert le Jeune voit ses terres progresser d'une quinzaine de kilomètres vers le nord-ouest. Il peut alors, par exemple, intervenir en forêt de Chevré, sur les paroisses de La Bouëxière, de Liffré, d'Ercé, de Gosné, de Dourdain, ou encore sur la trève de Saint-Melaine où il fonde une grange cistercienne relevant de l'abbaye de Savigny dès le 1er avril 1161,. 
L'extension de l'aire d'influence de la seigneurie de Vitré se voit également au nord, dans le Vendelais. Si Robert III semble encore contrecarrer les Goranton-Hervé en récupérant la mainmise sur le village de Montautour, c'est surtout dans des terres plus septentrionales encore qu'il s'affirme le plus. Les seigneurs de Combourtillé et de Javené, aux portes de Fougères, semblent ainsi lui avoir juré fidélité au début des années 1160 alors qu'ils relevaient encore pleinement du puissant Raoul II de Fougères entre 1150 et 1157. André II de Vitré, qui continue à étendre ses possessions comme son père Robert, semble même avoir peu après fait glisser le bourg de Luitré sous son contrôle, lui permettant d'avoir une mainmise presque totale sur l'ensemble du Vendelais et de ses mottes castrales, Fougères excepté. Ces gains sur la baronnie de Fougères semble révéler, d'une part, une certaine concurrence entre les deux maisons mais, d'autre part, aussi la divergence d'opinion à l'égard Henri II et de Conan IV de Bretagne qui favorisent plutôt les biens de la famille de Vitré.
Au sud, enfin, les possessions vitréennes s'étendent considérablement. Elles s'étalent ainsi jusqu'à la forêt de Javardan, à Fercé, non loin de Châteaubriant, alors que Marcillé, situé dix-huit kilomètres plus au nord, était jusque sous André Ier la terre la plus méridionale des barons de Vitré. De nombreux vassaux et leurs manoirs se soumettent à Robert III, alors qu'ils avaient jusque-là servi les seigneurs de La Guerche, à l'image, notamment, des chevaliers de Coësmes également possessionnés à Retiers. Dès lors, à sa mort en 1173, Robert contrôlaient une dizaine de manoirs supplémentaires en pays guerchais qui viennent s'ajouter à la vingtaine d'autres ajointe au Vitréais dans le Vendelais et dans les alentours de Chevré.

### La mise en valeur du Vitréais

#### Le baron bâtisseur
Robert le Jeune semble être impliqué dans la construction ou le développement de quatre ouvrages fortifiés principaux, amenés à verrouiller sa large emprise sur le Rennais. Citons ainsi les châteaux de Chevré, de Marcillé, de Châtillon, en plus des importantes modifications qu'il aurait apportées à celui de Vitré. Chevré, d'abord, est pensé comme le pendant vitréen des fortifications bâties par Robert de Sérigné, rival de Robert III jusqu'en 1161. Ainsi, à moins de deux kilomètres de Sérigné, ce dernier fait édifier une imposante motte castrale par la suite reconstruite en un grand donjon par André III de Vitré. À Marcillé, toujours vers 1161, il décide d'importantes transformations. Le site ayant été comme délaissé par Robert Ier vers 1060, il abandonne le vieux château, premier siège de la famille de Vitré sous Riwallon le Vicaire. Il fait construire à trois cent mètres de là une imposante forteresse en pierre qui vient signer le retour de Marcillé comme châtellenie de premier ordre, tandis que l'ancienne fortification se trouve recouverte par l'eau à la suite du rehaussement de l'étang attenant au bourg. Ce réinvestissement du site pourrait être symbolisé par l'ajout du prénom de ce seigneur de Vitré à celui du village qui apparaît alors comme Marcillé-Robert,. Quant à Châtillon, l'action de Robert de Vitré y est plus floue puisque le château n'est attesté qu'au siècle suivant, en 1244. Cependant, une série de chartes viennent laisser entendre que celui-ci est édifié avant 1165, ce qui correspondrait au développement de l'influence vitréenne sur le Vendelais ; il semble notable que le site choisi, un promontoire rocheux, soit similaire à celui investi par Robert à Marcillé-Robert.

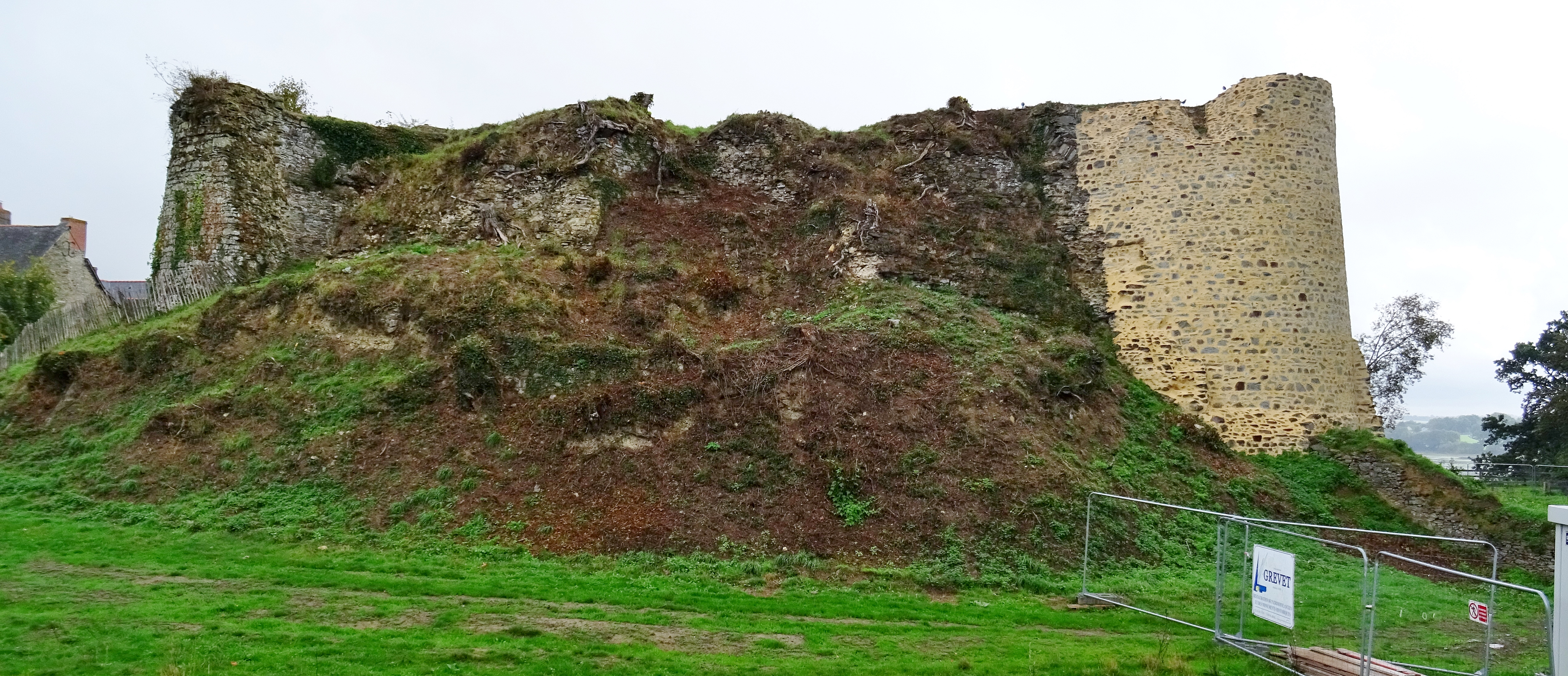
Vestiges du château de Marcillé-Robert construit par Robert III de Vitré.

Les modifications apportées au château de Vitré tiennent, elles, de l'hypothèse. Divers aménagements de style roman, à l'image d'une tour, d'un portail et d'une courtine, pourraient correspondre à des campagnes de travaux survenus au cours du XIIe siècle. Ces modifications, coûteuses, pourraient aussi se justifier par la hausse considérable des revenus vitréens dans le cadre de l'élargissement de la baronnie sous Robert III.

#### L'étroite relation avec l'abbaye de Savigny
Robert entretient d'importantes relations avec l'abbaye de Savigny, située sur les terres de Raoul II de Fougères. Puissante institution en Normandie et en Anjou, celle-ci se développe largement dans le Rennais dans la seconde moitié du XIIe siècle, permettant notamment de mettre en valeur les campagnes des baronnies de Fougères et de Vitré. Quatre granges cisterciennes sont ainsi fondées dans la région par Robert le Jeune et son fils, notamment, en 1167, celle du Fayel, en Saint-Jean-sur-Vilaine sur la trève de Saint-Melaine. Au total, ce sont près de trente donations faites à cette époque par ces seigneurs de Vitré, faisant d'eux les plus grands bienfaiteurs bretons de l'abbaye, après les barons de Fougères eux-mêmes. Si cette générosité pour une institution relativement lointaine étonne, d'autant que Robert est inhumé à l'abbaye, elle pourrait s'expliquer par une dévotion profonde pour saint Vital et les autres figures de l'ordre de Savigny ou encore par des intérêts purement pécuniaires.

## Mariages et descendance
Selon Louis Du Bois, Robert se serait tout d'abord marié à Avise de La Guerche, fille de Guillaume II mais l'aurait divorcée pour cause de parenté.
Il épouse ensuite Emma de Dinan, fille d'Alain de Dinan et sœur du seigneur Rolland. De cette union, naissent :
- André II de Vitré, baron entre 1173 et 1211 ;
- Alain de Vitré dit de Dinan, seigneur de Dinan-Sud de 1186 à 1197/1199 et père de Gervaise de Dinan ;
- Robert, chantre de la cathédrale Notre-Dame de Paris, châtelain de Langeais ;
- Aliénor (vers 1177-1223) épouse 1) Guillaume Paynel, seigneur d'Hambye et d'Aubigné 2) Gilbert Crespin, seigneur de Tillières-sur-Aire (mort en 1190) 3) Guillaume de Salisbury (mort en 1196) 4) Gilbert de Malesmains.